# Gloria Boateng

Gloria Boateng bei der Hamburger Handelskammer 2024

Gloria Boateng (* 28. August 1979 in Pramso in Ghana) ist eine mehrfach ausgezeichnete Bildungsaktivistin, Gründungsinitiatorin und Vorstandsvorsitzende des gemeinnützigen Bildungsfördervereins SchlauFox e.V. Die Deutsch-Ghanaerin ist seit 2011 als Lehrerin in Hamburg tätig. Außerdem ist Gloria Boateng seit 2009 eine viel gelobte und angesehene Moderatorin und InterkulturelleTrainerin. Seit 2005 ist sie Fitnesstrainerin und Personal Food Coach.

## Leben

### Kindheit und Jugend
Gloria Boateng wuchs in dem kleinen Ort Pramso, südöstlich von Kumasi, bei ihrer Großmutter auf und wurde 1989 von ihrer in Deutschland lebenden Mutter und ihrem Großvater nach Deutschland geholt. Kurze Zeit später wurde ihre Mutter abgeschoben, ihr Großvater verstarb. Boateng wurde daraufhin in einer deutschen Familie als Pflegekind aufgenommen. Vor allem in dieser Phase ihres Lebens machte sie schwerwiegende Rassismus-Erfahrungen. Trotz der großen sprachlichen Hürden, ständigen Anfeindungen und einer Schwangerschaft im letzten Schuljahr absolvierte Boateng im Jahr 2000 das Abitur.

### Ausbildung und Studium
Gloria Boateng absolvierte von August 2001 bis Juli 2002 eine Ausbildung als Fremdsprachenkorrespondentin an der Staatlichen Fremdsprachenschule in Hamburg und war danach mehrere Jahre an der Universität Hamburg als fremdsprachliche Angestellte tätig. Parallel nahm sie ein Lehramtsstudium mit den Fächern Deutsch und Technik auf, welches sie mit dem Zweiten Staatsexamen abschloss. Zudem absolvierte Gloria Boateng 2004 eine Ausbildung zur Fitnesstrainerin und Personal Food Coach.

### Berufliche Tätigkeiten
Seit 2011 ist Gloria Boateng hauptberuflich als Lehrerin an einer Hamburger Stadtteilschule tätig. Zudem ist sie Moderatorin und Autorin. Als Moderatorin moderiert Gloria Boateng Internationale Events (z. B. den European Roundtable Workshop der German-American Fulbright Commission), Fachtagungen, Kulturveranstaltungen u. v. m. Als Referentin spricht Gloria Boateng bei nationalen und internationalen Veranstaltungen. Sie leitet Workshop und Fortbildungsveranstaltungen für Behörden-Mitarbeitende, Lehrkräfte, Schulleitungen, Kitas, Stiftungen, kirchliche Einrichtungen, Vereine und andere Institutionen. Gloria BoatengsTätigkeitsschwerpunkte sind die Bereiche Bildung, Gesellschaft, Wirtschaft, Politik, Gesundheit und Projektmanagement. Als Autorin verfasst Gloria Boateng fiktionale und non-fiktionale Bücher sowie Schulbücher. Zudem schreibt sie Fachartikel zu diversen Themen. Ihre bekanntesten und erfolgreichsten Bücher sind Allein in Gyaamani – Wie Lernen mir half eine neue Heimat zu finden, veröffentlicht durch den Lau-Verlag und Wir sind alle verschieden, und das ist gut so!, veröffentlicht durch den Persen Verlag.

### Privates
Gloria Boateng hat eine leibliche Tochter und ein Pflegekind.

## Gesellschaftliches Engagement
Gloria Boateng setzt sich seit ihrer Jugendzeit für Chancengleichheit und Bildungsgerechtigkeit ein. Im Jahre 2008 initiierte sie die Gründung des Vereins SchlauFox, der sich seitdem für die Bildungsförderung von sozioökonomisch benachteiligten Kindern und Jugendlichen einsetzt. Im Jahre 2019 besteht der Verein aus knapp 200 ehrenamtlichen Mitarbeitern, sechs hauptamtlich Beschäftigten und sechs großen Programmen:
- JEA! – Jedem einen Abschluss: Begleitung und Coaching von Jugendlichen zum ersten Schulabschluss
- Ankerlicht: Mentorin für junge Geflüchtete
- STAR: Unterstützung der Inklusion durch Schulbegleitung
- Plietsche Kinderküche: Ernährungserziehung durch Kochkurse und ernährungsbezogene Aktionen
- Varia Kultur: Förderung des Interkulturellen Dialogs mit Mitteln der Kunst
- Mittelpunkt: Bedarfsgerechte Einzelfallhilfe

## Auszeichnungen
2004 wurde Gloria Boateng in die Begabtenförderung der Studienstiftung des deutschen Volkes aufgenommen und erhielt bis 2008 ein Vollstipendium. Auch wurde sie mehrfach für ihr Engagement im Verein SchlauFox ausgezeichnet: 2011 verlieh ihr die damalige Bundesbeauftragte für Migration und Flüchtling Maria Böhmer die Integrationsmedaille. Dafür vorgeschlagen wurde sie im vorangegangenen Prozess von der SPD-Politikerin und Bundestagsabgeordneten Aydan Özoğuz. Der Preis wurde ihr im Bundeskanzleramt überreicht.
2016 war Gloria Boateng eine von sechs Frauen, die von der Zeitschrift Bild der Frau der Funke Mediengruppe mit der Trophäe „Die Goldene Bild der Frau“ ausgezeichnet wurde. Der hoch dotierte Preis wurde ihr im Rahmen der 10-jährigen Jubiläumsfeier des Awards im „Theater an der Elbe“ verliehen.
2019 hat Bundespräsident Frank-Walter Steinmeier sie mit dem Verdienstorden der Bundesrepublik Deutschland (Verdienstkreuz am Bande) ausgezeichnet.

## Publikationen
- Allein in Gyaamani. Oder wie Lernen mir half eine neue Heimat zu finden. Lau-Verlag, Hamburg 2025, ISBN 978-3-95768-269-7
- Wir sind alle verschieden, und das ist gut so! Kreative Unterrichtsideen zur Förderung des Gemein sinns und Wertschätzung von Vielfalt (3. und 4. Klasse), Persen Verlag, Hamburg 2023, ISBN  978-3-403-20885-3